# Гусимець прямий
Гусимець прямий (Arabis recta) — вид рослин з родини капустяних (Brassicaceae), поширений у Північній Африці, Європі, на схід в Азію до Сіньцзяну.

## Опис
Багаторічна рослина 10–30 см заввишки. Листки злегка зубчасті, прикореневі — довгасті, стеблові — овально-довгасті, з сердцевидно-стрілоподібним основою. Ось суцвіття звивиста. Пелюстки білі, 3–6 мм завдовжки. Стручки нечисленні, 17–35 мм завдовжки, косо вгору спрямовані, відхилені від стебла. Насіння коричневе, довгасте, 0.7-1 × 0.4-0.6 мм, безкриле. 2n = 16.

## Поширення
Поширений у Північній Африці, Європі, на схід в Азію до Сіньцзяну.
В Україні вид зростає на степових, сухих і кам'янистих схилах — у Криму, Степу та Лісостепу, значно рідше; у Закарпатті, рідко Свалявський р-н, с. Дусино, гора Явірник.